# サマセット・バトラー (初代キャリック伯爵)
初代キャリック伯爵サマセット・ハミルトン・バトラー（英語: Somerset Hamilton Butler, 1st Earl of Carrick PC (Ire)、1718年9月6日 – 1774年4月15日）は、アイルランド貴族。

## 生涯
第6代アイケリン子爵トマス・バトラーとマーガレット・ハミルトン（Margaret Hamilton、1743年5月没、ジェームズ・ハミルトンの娘）の息子として、1718年9月6日に生まれ、9日にメリルボーンで洗礼を受けた。1721年10月20日に兄ジェームズが死去すると、アイケリン子爵の爵位を継承した。1735年7月1日、オックスフォード大学クライスト・チャーチに入学した。
1745年5月18日、ジュリアナ・ボイル（Juliana Boyle、1728年頃 – 1804年2月22日、初代シャノン伯爵ヘンリー・ボイルの娘）と結婚、2男2女をもうけた。
- ヘンリー・トマス（1746年 – 1813年） - 第2代キャリック伯爵、子供あり
- マーガレット（1748年1月23日 – 1775年4月） - 1772年10月3日、初代ベルモア伯爵アルマー・ローリー＝コリー（英語版）と結婚、子供あり
- ピアース（1750年8月15日 – 1826年5月5日） - 1774年12月27日、キャサリン・ロス（Catherine Rothe、1833年2月20日没、リチャード・ロスの娘）と結婚
- ヘンリエッタ（1750年8月15日 – 1785年1月16日） - 1768年10月7日、第11代マウントガーレット子爵エドマンド・バトラーと結婚、子供あり

1746年4月14日、アイルランド枢密院の枢密顧問官に任命された。
1747年2月23日、ダブリン大学トリニティ・カレッジよりLL.D.の学位を授与された。
1748年6月10日、アイルランド貴族であるティペラリー県におけるキャリック伯爵に叙された。
1774年4月15日に自領で死去、トマスタウンで埋葬された。息子ヘンリー・トマスが爵位を継承した。